# Marie Isabelle de Rohan

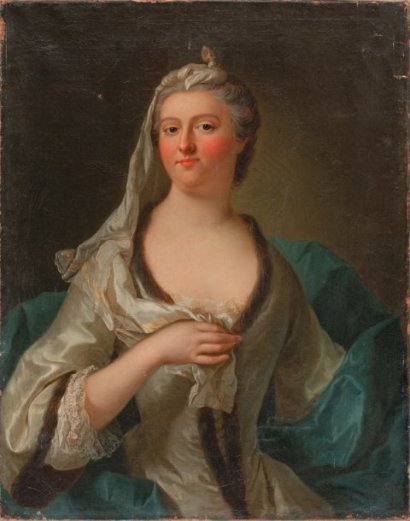
Marie Isabelle de Rohan, Duchesse de Tallard, Gouvernante des Enfants de France, Anonym

Marie Isabelle Gabrielle Angélique de Rohan (* 17. Januar 1699; † 15. Januar 1754 auf Schloss Versailles) war eine französische Aristokratin aus dem Haus Rohan.
Sie war die Enkelin von Madame de Ventadour und wie diese Gouvernante der Kinder Ludwigs XV. und dessen Ehefrau Maria Leszczyńska.

## Leben
Marie Isabelle de Rohan wurde als viertes Kind von Hercule Mériadec de Rohan, 1712 Prince de Soubise, 1714 Herzog von Rohan-Rohan († 1749), und seiner ersten Frau Anne-Geneviève de Lévis-Ventadour († 1727) geboren. Als Mitglied des Hauses Rohan hatte sie den Rang einer ausländischen Prinzessin, der ihrer Familie zu Beginn des 17. Jahrhunderts aufgrund ihrer behaupteten Abstammung von den souveränen Herzögen der Bretagne zugestanden wurde.
Sie heiratete per Ehevertrag vom 14. März 1713 auf Schloss Versailles, persönlich am Tag danach, Marie Joseph d’Hostun de La Baume, 1. Duc d’Hostun, Pair de France, Comte de Tallard, genannt Duc de Tallard, († 6. September 1755). Sohn von Camille d’Hostun, Duc d’Hostun, Comte de Tallard. Ihr einziges Kind war
- Louis Charles d’Hostun (* 14. Februar 1716; † 19. September 1739), Duc de Tallard, 7. Juli 1732 Oberst im Regiment seines Vaters, Dezember 1732 Herzog durch den Rücktritt seines Vaters, seitdem Duc d’Hostun genannt; ⚭ 21. Dezember 1732 Marie Victoire de Prie (* 29. November 1717 in Turin; † 3. August 1739), einzige Tochter von Louis II. Marquis de Prie, und Agnès Berthelot

Marie Isabelle de Rohan wurde 1725 Dame du Palais und am 4. September 1729 (am Tag der Geburt des Dauphins Louis Ferdinand) zur Gouvernante des Enfants de France en survivance ihrer Großmutter ernannt. Ihren Amtseid legte sie am 6. September 1729 ab. Sie trat das Amt im März 1732 an. Sie war für die Erziehung und den Schutz des Dauphin von Frankreich sowie seiner zahlreichen Schwestern zuständig und ab 1746 für die ersten Kinder des Dauphins.
Sie starb im Amt am 15. Januar 1754 im Schloss von Versailles. Ihre Nachfolgerin als Gouvernante (dann auch des späteren Königs Ludwig XVI.) wurde ihre Nichte Marie Louise de Rohan.